# Stilbia philopalis
Stilbia philopalis är en fjärilsart som beskrevs av Graslin 1852. Stilbia philopalis ingår i släktet Stilbia och familjen nattflyn. Inga underarter finns listade i Catalogue of Life.